# ويليام لين (قسيس)
ويليام لين (بالإنجليزية: William Linn)‏ هو قسيس أمريكي، ولد في 27 فبراير 1752 في شيبنسبورغ في الولايات المتحدة، وتوفي في 8 يناير 1808 في ألباني في الولايات المتحدة.